# CCR3 (gen)
Thụ thể Chemokine C-C type 3 là một protein ở người được mã hóa bởi gen CCR3.
CCR3 gần đây cũng đã được chỉ định là CD193 (cụm biệt hóa 193).

## Chức năng
Protein do gen này mã hóa là một thụ thể của các chemokine loại C-C. Nó thuộc họ 1 của thụ thể bắt cặp với protein G. Thụ thể này liên kết và đáp ứng với nhiều loại chemokine, bao gồm eotaxin (CCL11), eotaxin-3 (CCL26), MCP-3 (CCL7), MCP-4 (CCL13) và RANTES (CCL5). Nó được biểu hiện cao ở bạch cầu ái toan và bạch cầu ưa base, và cũng được tìm thấy ở các tế bào TH1 và TH2, cũng như trong các tế bào biểu mô đường hô hấp. Thụ thể này có thể góp phần tích lũy và kích hoạt bạch cầu ái toan và các tế bào viêm khác trong dị ứng ở đường hô hấp, và có thể ở các vị trí nhiễm ký sinh trùng. Nó cũng được biết đến là một đồng thụ thể của HIV-1. Gen này và bảy gen thụ thể chemokine khác tạo thành một cụm gen thụ thể chemokine trên vùng nhiễm sắc thể 3p21. Các bản phiên mã do cắt nối thay thế mã hóa cùng một loại protein đã được mô tả.

## Tương tác
CCR3 (gen) đã được chứng minh là tương tác với CCL5.